# A Costa do Mosquito
A Costa do Mosquito (The Mosquito Coast) é um filme estadunidense de 1986, do gênero drama, dirigido por Peter Weir e com roteiro de Paul Schrader baseado em livro de Paul Theroux.

## Sinopse
Allie Fox é um excêntrico inventor estadunidense que vende sua casa e se muda com a família para um país da América Central, onde pretende construir um fabricador de gelo no meio da floresta. Conflitos com sua família, com um pastor local e com a natureza são obstáculos que o impedem de realizar seu sonho. 

## Elenco
- Harrison Ford .... Allie Fox
- Helen Mirren .... mãe Fox
- River Phoenix .... Charlie Fox
- Jadrien Steele .... Jerry
- Hilary Gordon .... April
- Rebecca Gordon .... Clover
- Jason Alexander .... balconista
- Dick O'Neill .... sr. Polski
- Alice Sneed .... sra. Polski
- Tiger Haynes .... sr. Semper
- William Newman .... capitão Smalls
- Conrad Roberts .... Sr. Haddy
- Andre Gregory .... Reverendo Spellgood
- Martha Plimpton .... Emily Spellgood
- Melanie Boland .... sra. Spellgood

## Principais prêmios e indicações
Globo de Ouro (1987)
- Indicado nas categorias de melhor ator - drama (Harrison Ford) e melhor trilha sonora

Young Artist Awards (1988)
- Venceu na categoria de melhor ator jovem (River Phoenix)
- Indicado na categoria de melhor atriz jovem (Martha Plimpton)